# MIVEC
MIVEC (Mitsubishi Innovative Valve timing Electronic Control system) — система зміни фаз газорозподілу з електронним управлінням, розроблена Mitsubishi Motors. Вперше представлена в двигуні 4G92, під назвою Mitsubishi Innovative Valve timing and lift Electronic Control. Застосування MIVEC дозволило збільшити потужність двигуна зі 145 к.с. (при 7000 об.) до 175 к.с. (при 7500 об.). Першим автомобілем з використанням цієї системи став Mitsubishi Mirage в кузові хетчбек. В даний час широко застосовується в двигунах Mitsubishi від компактних моделей i до Lancer Evolution.